# Dyskografia GZA
Dyskografia GZA, amerykańskiego rapera i członka formacji Wu-Tang Clan, obejmuje pięć albumów studyjnych, jeden album kolaboracyjny, na które składa się 13 singli oraz kilkanaście występów gościnnych na albumach innych artystów.
GZA zadebiutował pod pseudonimem The Genius w 1991 singlem „Come Do Me”, który promował, wydany w tym samym roku, debiutancki album rapera Words from the Genius, który ukazał się nakładem wytwórni Cold Chillin’ Records. Początkowo album przeszedł zupełnie bez echa, co było powodem rozwiązania kontraktu artysty z wytwórnią, jednak w 1994 roku po sukcesie grupy Wu-Tang Clan, Cold Chillin’ Records wydało reedycję albumu. 7 listopada 1995 roku, już pod pseudonimem GZA oraz nakładem wytwórni Geffen Records, ukazał się drugi album rapera zatytułowany Liquid Swords w całości wyprodukowany przez RZA'ę. Płytę promowano tytułowym „Liquid Swords” oraz „I Gotcha Back”, „Cold World” i „Shadowboxin'” i z miejsca odniosła ogromny sukces, plasując się na 9. miejscu krajowego notowania Billboard 200 oraz 2. miejscu listy Top R&B/Hip-Hop Albums, na którym spędził blisko 40 tygodni. W styczniu 1996 roku płyta uzyskała status złotej, a w 2015 – blisko 20 lat po wydaniu – platynowej. W tym samym roku GZA pojawił się gościnnie na albumach swoich kolegów z zespołu tj. „Damage” Ol’ Dirty Bastarda i „Guillotine (Swordz)” Raekwona. W 1997
W 1999 roku, nakładem MCA Records, ukazał się trzeci studyjny album GZA Beneath the Surface. Album poprzedzały single „Crash Your Crew” z gościnnym udziałem Ol’ Dirty Bastarda i Hell Razah z grupy Sunz of Man oraz „Breaker, Breaker”. Album zadebiutował na najwyższym miejscu Top R&B/Hip-Hop Albums oraz uzyskał status złotej płyty.
W 2002 roku został wydany czwarty album rapera zatytułowany Legend of the Liquid Sword, który poprzedzały single „Fame” i „Knock, Knock”. Album pomimo przychylnych recenzji zadebiutował dopiero na 75. miejscu Billboard 200 i nie odniósł komercyjnego sukcesu.
W 2005 roku GZA połączył swoje siły z amerykańskim producentem DJ-em Muggsem znanym z występów w grupie Cypress Hill. Współpraca zaowocowała albumem Grandmasters wydanym 25 października 2005 roku przez Angeles Records. W 2008 roku premierę miał album Pro Tools. Pro Tools promował jeden singel tj. „Paper Plate”, który był jednocześnie dissem na innego rapera 50 Centa. Album zadebiutował na 52. miejscu notowania Billboard 200 oraz 13. miejscu najlepszych albumów rap/r&B.
W 2012 roku raper zapowiedział album zatytułowany Dark Matter, który pomimo kilkukrotnie przekładanej premiery do dziś nie ujrzał światła dziennego. W 2015 roku ukazał się singel „The Mexican” nagrany razem z Tomem Morello z Rage Against the Machine, a w 2016 wytwórnia Babygrande Records opublikowała pierwszy singel „The Spark” nagrany na potrzeby projektu NASA.

## Albumy studyjne
| Rok  | Informacje dotyczące albumu                                                                                  | Miejsce na liście | Miejsce na liście | Miejsce na liście | Miejsce na liście | Miejsce na liście | Certyfikat                    |
| Rok  | Informacje dotyczące albumu                                                                                  | USA 200           | USA R&B           | USA Rap           | Kanada 100        | UK 100            | Certyfikat                    |
| ---- | --- | ----------------- | ----------------- | ----------------- | ----------------- | ----------------- | ----------------------------- |
| 1991 | Words from the Genius - Data wydania: 19 lutego 1991 - Wytwórnia: Cold Chillin’/Reprise/Warner Bros. Records | —                 | —                 | —                 | —                 | —                 |                               |
| 1995 | Liquid Swords - Data wydania: 7 listopada 1995 - Wytwórnia: Geffen/MCA Records                               | 9                 | 2                 | —                 | 20                | 73                | - RIAA: platyna - BPI: srebro |
| 1999 | Beneath the Surface - Data wydania: 29 czerwca 1999 - Wytwórnia: MCA Records                                 | 9                 | 1                 | —                 | 13                | 64                | - RIAA: złoto                 |
| 2002 | Legend of the Liquid Sword - Data wydania: 10 grudnia 2002 - Wytwórnia: MCA/Universal Records                | 75                | 21                | —                 | —                 | —                 |                               |
| 2008 | Pro Tools - Data wydania: 19 sierpnia 2008 - Wytwórnia: Babygrande Records                                   | 52                | 13                | 9                 | —                 | —                 |                               |

## Albumy kolaboracyjne
| Rok  | Informacje dotyczące albumu                                                                 | Miejsce na liście | Miejsce na liście | Miejsce na liście | Miejsce na liście | Miejsce na liście | Certyfikat |
| Rok  | Informacje dotyczące albumu                                                                 | USA 200           | USA R&B           | USA Rap           | Kanada 100        | UK 100            | Certyfikat |
| ---- | ------------------------------------------------------------------------------------------- | ----------------- | ----------------- | ----------------- | ----------------- | ----------------- | ---------- |
| 2005 | Grandmasters (z DJ Muggs) - Data wydania: 25 października 2005 - Wytwórnia: Angeles Records | 180               | 69                | —                 | —                 | —                 |            |

## Kompilacje
| Rok  | Informacje dotyczące albumu                                               |
| ---- | ------------------------------------------------------------------------- |
| 2008 | D.A.R.T.S. - Wydany: 7 kwietnia 2008 - Wytwórnia: Think Differently Music |

## Single
| Rok  | Tytuł                                             | Miejsce na liście | Miejsce na liście | Miejsce na liście | Album                      |
| Rok  | Tytuł                                             | USA 100           | USA R&B           | USA Rap           | Album                      |
| ---- | ------------------------------------------------- | ----------------- | ----------------- | ----------------- | -------------------------- |
| 1991 | „Come Do Me”                                      | —                 | 86                | 19                | Words from the Genius      |
| 1991 | „Words From a Genius”                             | —                 | —                 | —                 | Words from the Genius      |
| 1991 | „Who’s Your Rhymin' Hero”                         | —                 | —                 | —                 | Words from the Genius      |
| 1994 | „Pass the Bone” (gościnnie RZA)                   | —                 | —                 | —                 | Words from the Genius      |
| 1994 | „I Gotcha Back”                                   | —                 | —                 | —                 | Liquid Swords              |
| 1995 | „Liquid Swords”                                   | 48                | 33                | 3                 | Liquid Swords              |
| 1995 | „Cold World” (gościnnie Inspectah Deck, D’Angelo) | 97                | 57                | 8                 | Liquid Swords              |
| 1996 | „Shadowboxin'” (gościnnie Method Man)             | 67                | 41                | 10                | Liquid Swords              |
| 1999 | „Crash Your Crew” (gościnnie Ol’ Dirty Bastard)   | —                 | —                 | —                 | Beneath the Surface        |
| 1999 | „Breaker, Breaker”                                | —                 | 80                | 16                | Beneath the Surface        |
| 2002 | „Knock, Knock”                                    | —                 | —                 | —                 | Legend of the Liquid Sword |
| 2002 | „Fame”                                            | —                 | 99                | 19                | Legend of the Liquid Sword |
| 2005 | „General Principles” (z DJ Muggs)                 | —                 | —                 | —                 | Grandmasters               |
| 2008 | „Paper Plate”                                     | —                 | —                 | —                 | Pro Tools                  |
| 2015 | „The Mexican” (gościnnie Tom Morello)             | —                 | —                 | —                 | —                          |
| 2016 | „The Spark”                                       | —                 | —                 | —                 | —                          |

## Teledyski
| Rok  | Tytuł                      | Reżyser                               |
| ---- | -------------------------- | ------------------------------------- |
| 1991 | „Come Do me”               | –                                     |
| 1994 | „I Gotcha Back”            | Gary „GZA” Grice Geoffrey L. Garfield |
| 1995 | „Liquid Swords”            | Gary „GZA” Grice Geoffrey L. Garfield |
| 1995 | „Cold World”               | Gary „GZA” Grice Geoffrey L. Garfield |
| 1995 | „Shadowboxin'/4th Chamber” | Gary „GZA” Grice Geoffrey L. Garfield |
| 1999 | „Breaker, Breaker”         | –                                     |
| 1999 | „Crash Your Crew”          | –                                     |
| 2002 | „Knock, Knock”             | Gary „GZA” Grice                      |
| 2005 | „General Principles”       | –                                     |

## Występy gościnne
Lista zawiera wszystkie gościnne występy GZA na przestrzeni lat z wyłączeniem remiksów oficjalnych utworów artysty, kompilacji oraz albumów lub kompilacji grupy Wu-Tang Clan. Opracowano na podstawie bazy danych Discogs, chyba że zaznaczono inaczej. Na liście zaznaczono daty wydania poszczególnego utworu zgodnie z rokiem wydania płyty, nawet jeśli niektóre utwory ukazały się wcześniej jako single.
| Rok  | Utwór                                           | Wykonawca                      | Album                                        |
| ---- | ----------------------------------------------- | ------------------------------ | -------------------------------------------- |
| 1995 | „Damage”                                        | Ol’ Dirty Bastard              | Return to the 36 Chambers: The Dirty Version |
| 1995 | „Guillotine (Swordz)”                           | Raekwon                        | Only Built 4 Cuban Linx…                     |
| 1997 | „Third World”                                   | DJ Muggs                       | Soul Assassins, Chapter 1                    |
| 1998 | „Cross My Heart”                                | Killah Priest                  | Heavy Mental                                 |
| 1998 | „One More to Go (The Earthquake)”               | Deadly Venoms                  | Antidote                                     |
| 2000 | „Wu Banga 101”                                  | Ghostface Killah               | Supreme Clientele                            |
| 2000 | „Bigacts Littleacts”                            | Afu-Ra                         | Body of the Life Force                       |
| 2000 | „When the Fat Lady Sings”                       | DJ Muggs                       | Soul Assassins II                            |
| 2000 | „Rapability”                                    | Rodney Kendrick                | No Dress Code                                |
| 2001 | „K.F.F. 2000”                                   | Nigo                           | Shadow of the Ape Sounds                     |
| 2001 | „Do U”                                          | RZA                            | Digital Bullet                               |
| 2001 | „Ich Lebe Für Hip Hop”                          | DJ Tomekk                      | Return of Hip Hop                            |
| 2003 | „One World”                                     | Rockin Da North                | Star Warz                                    |
| 2004 | „Head Rush”                                     | Pete Rock                      | Soul Survivor II                             |
| 2004 | „On the Eve Of War”                             | Jedi Mind Tricks               | Legacy of Blood                              |
| 2004 | „Silverbacks”                                   | Masta Killa                    | No Said Date                                 |
| 2005 | „Rush”                                          | Mathematics                    | The Problem                                  |
| 2005 | „Just the Thought”                              | Prefuse 73                     | Surrounded by Silence                        |
| 2005 | „Pool Of Blood”                                 | Jus Allah                      | All Fates Have Changed                       |
| 2005 | „Intro (Fall of the Empire)”                    | Virtuoso                       | Big Bangers                                  |
| 2005 | „Speck Of Dust”                                 | Virtuoso                       | Big Bangers                                  |
| 2006 | „Vengeance”                                     | The Devil’s Rejects            | Necronomicon                                 |
| 2006 | „Universal (A.L.L.A.H.)”                        |                                | Necronomicon                                 |
| 2006 | „Street Corner”                                 | Masta Killa                    | Made in Brooklyn                             |
| 2006 | „9 Milli Bros”                                  | Ghostface Killah               | Fishscale                                    |
| 2007 | „Jewels”                                        | Cilvaringz                     | I                                            |
| 2007 | „Associated”                                    | Wisemen                        | Wisemen Approaching                          |
| 2007 | „Yes Yes Y'all”                                 | Bomshot                        | Abomination                                  |
| 2007 | „Cameo Afro”                                    | RZA                            | The RZA Presents: Afro Samurai OST           |
| 2008 | „Triple Threat”                                 | DJ Muggs i Planet Asia         | Pain Language                                |
| 2008 | „Knock, Knock”                                  | Brooklyn Zu                    | Chamber #9, Verse 32                         |
| 2009 | „Stomp Da Roach”                                | U-God                          | Dopium                                       |
| 2009 | „House Of Flying Daggers”                       | Raekwon                        | Only Built 4 Cuban Linx… Pt. II              |
| 2009 | „We Will Rob You”                               | Raekwon                        | Only Built 4 Cuban Linx… Pt. II              |
| 2009 | „Birds Of A Feather (Remix)”                    | Mocky                          | —                                            |
| 2009 | „Drop I Hold (Remix)”                           | Black Lips                     | —                                            |
| 2009 | „The Feeling (Remix)”                           | Peter Bjorn and John           | Re-Living Thing                              |
| 2009 | „Keyboard City (Dan Deacon Remix)”              | Salvador Santana               | —                                            |
| 2009 | „Dance With Somebody (The Hood Internet Remix)” | Mando Diao                     | —                                            |
| 2010 | „Purified Thoughts”                             | Ghostface Killah               | Apollo Kids                                  |
| 2010 | „New York Ginseng”                              | Folk & Stress                  | —                                            |
| 2011 | „Wu Crime”                                      | Raekwon                        | Shaolin vs. Wu-Tang                          |
| 2012 | „Drivin' Round”                                 | Ghostface Killah i Sheek Louch | Wu Block                                     |
| 2013 | „Heads Up”                                      | U-God                          | The Keynote Speaker                          |
| 2014 | „Moonlight (Remix)”                             | Hanni El Khatib                | —                                            |
| 2015 | „When Gods Go Mad”                              | Czarface                       | Every Hero Needs a Villain                   |
| 2016 | „3rd Day”                                       | Hermetic Order                 | Siren Song                                   |
| 2017 | „Tiger And The Mantice”                         | Masta Killa                    | Loyalty Is Royalty                           |
| 2018 | „Wu Tang Forever”                               | Logic                          | YSIV                                         |
| 2018 | „In The Morning”                                | Joey Purp                      | Quarterthing                                 |
| 2018 | „Lead Poisoning”                                | Tom Morello                    | The Atlas Underground                        |
| 2019 | „Ibtihaj”                                       | Rapsody                        | Eve                                          |